# Alkekengi officinarum
L'alchechengi (Alkekengi officinarum Moench, 1802) o frutto di Kenjo è una pianta perenne della famiglia delle Solanacee, che produce bacche commestibili. È l'unica specie nota del genere Alkekengi  Mill., 1754.

## Generalità
L'alchechengi ha origini in Asia, a differenza delle altre specie dello stesso genere che sono originarie dell'America. Date le sue proprietà medicinali è coltivata fin dall'antichità.
È un'erbacea perenne e si riconosce facilmente per i calici che avvolgono la bacca, simili a piccole lanterne arancioni. Al tatto il calice ha consistenza quasi cartacea e spesso è poroso. Ci si aspetta un petalo ma se si cerca di spezzarlo è molto più tenace e resistente. Nonostante questo si apre facilmente a mani nude.
Non è da confondere con  Physalis peruviana (chiamata anche Cape gooseberry) che è della stessa forma e struttura ma beige o con  Physalis ixocarpa che produce una bacca molto più grossa, verde o porpora, sempre simile a un pomodoro ma rivestita da un calice verde o porpora con forma simile all'alkekengi.

## Descrizione

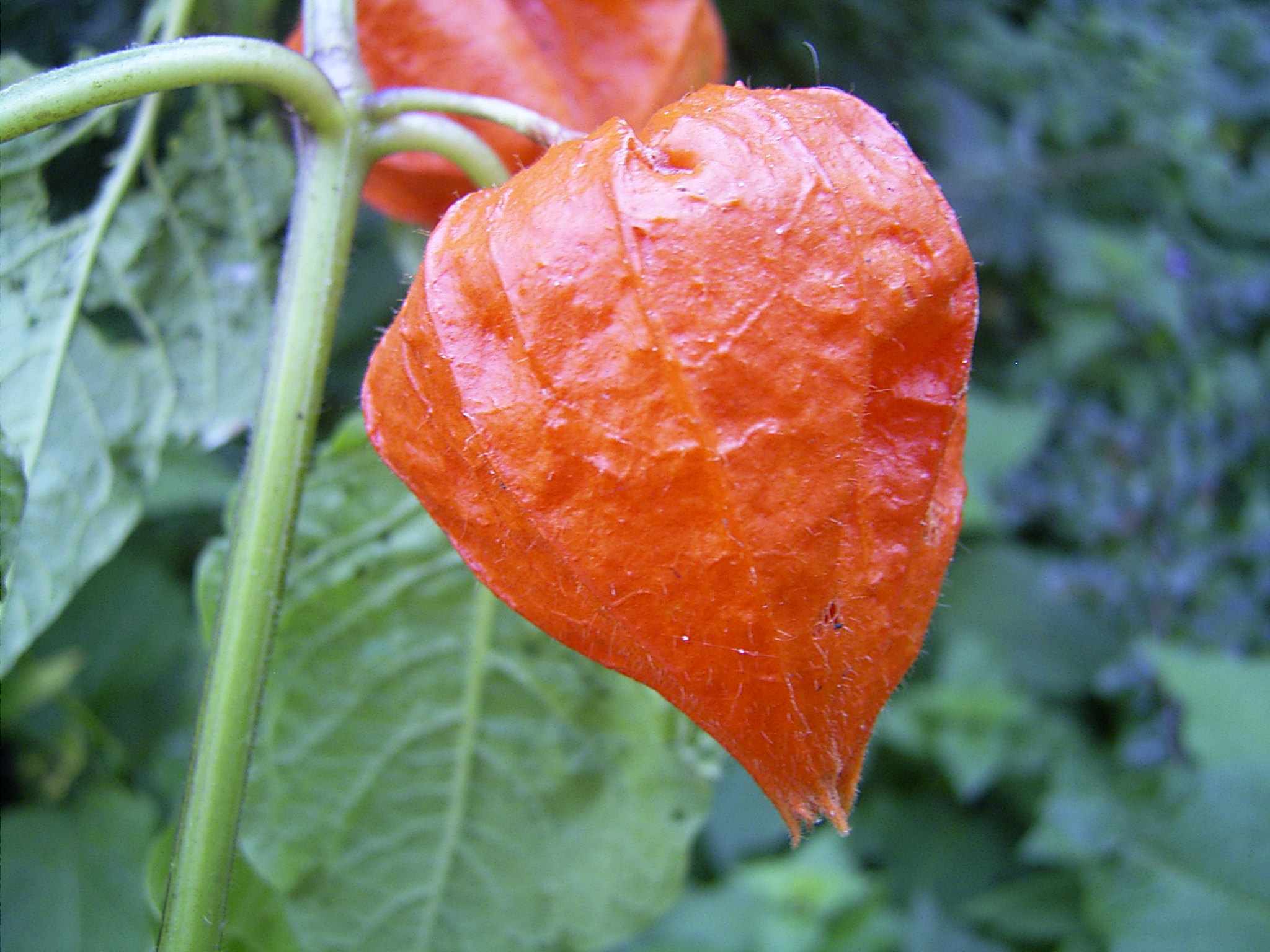
Calice di alkekengi

### Fiore
Bianco, piccolo e a forma di campanella, spunta all'ascella delle foglie; tipici i calici arancioni di consistenza simile alla carta. Fioritura estiva (da luglio ad agosto).

### Foglia
È verde chiara e ovale, di una lunghezza tra i 5 e gli 8 cm. Quando i frutti maturano lascia la sua sede. Le foglie e il rizoma sono velenosi perché contengono solanina che provoca mal di testa, vomito, nausea e diarrea che compaiono entro 2-24 ore. L'unico sintomo che dura più di 24 ore è la diarrea che può manifestarsi per più giorni.

### Fusto
Può arrivare fino a 1m di altezza, è eretto, ramificato, subglabro ed angoloso.

## Coltivazione
Si coltiva facilmente, dà origine ad un rizoma strisciante interrato molto profondamente: in questo modo è permessa la propagazione e la rivegetazione conseguente alla stasi invernale.

### Terreno
Secco. Non è di grande importanza la sua composizione. L'habitat ideale è in boschi umidi o in siepi fino a 1000 m s.l.m.

### Esposizione
La crescita della pianta è favorita dall'esposizione non diretta ai raggi solari.

## Proprietà
Come molte altre specie del genere Physalis, contiene una grande varietà di fisaline. Se isolati dalla pianta, questi svolgono attività antibatterica e leishmanicida in vitro.
Contiene anche caffeato di etile, 25,27-deidro-fisalina L, fisalina D e cuneataside E.

## Usi
Secondo l'uso popolare, possiede molte proprietà terapeutiche tra le quali spiccano azioni contro i calcoli renali e vescicali, come forte diuretico e inoltre anche come integratore di vitamina C.
I calici di colore arancione acceso tendente al rosso che avvolgono le bacche di questa specie rendono la pianta adatta a fini decorativi.

### Bacche
Unica parte commestibile della pianta. In genere sono mature a settembre ed hanno la forma di una piccola ciliegia, mentre il gusto ricorda quello del lampone o quello del pomodoro. Dalle bacche si può ricavare un'ottima marmellata. Si possono mangiare da sole o aggiunte alle insalate. Se seccate leggermente si possono mettere sott'aceto o in salamoia. Contiene una grandissima quantità di vitamina C, acido citrico, tannino e zucchero. In erboristeria si usava per le malattie in cui c'era bisogno di un'azione diuretica marcata. Vengono preparate candite o ricoperte di cioccolato fondente.